# Evan Evans (básník)
Evan Evans, známý také pod bardskými jmény Ieuan Fardd nebo Ieuan Brydydd Hir (1731 – 1789) byl velšský básník. Narodil se ve farnosti Lledrod na západě Walesu. V roce 1750 odešel studovat na Merton College na Oxfordské univerzitě, ale školu nedokončil. V roce 1754 byl v St Asaph vysvěcen na jáhna a následujícího roku se stal vikářem. Jako vikář působil například ve vesnicích Manafon a Llanystumdwy.

## Dílo
- Some Specimens of the Poetry of the Antient Welsh Bards (1764)
- The Love of our Country (1772)
- Rhybudd Cyfr-drist i'r Diofal a'r Difraw (1773)
- Casgliad o Bregethau (1776)